# Porta Nomentana
La Porta Nomentana est une l'une des portes antiques faisant partie du mur d'Aurélien à Rome en Italie. Elle se situe le long de la viale del Policlinico à environ 75 m à environ 100 m au sud-est de la Porta Pia construite au milieu du XVIe siècle pour la remplacer. Aux époques antique et médiévale, elle ouvre sur l'ancienne via Nomentana.
Elle est aujourd'hui murée et sert comme mur d'enceinte pour l'ambassade britannique (en).

## Histoire

La porta Nomentana, point de départ la via Nomentana jusqu'à Eretum.

La porte construite entre 270 et 273 sur ordre de l'empereur Aurélien est constituée à l'époque d'une seule arche flanquée de deux tours semi-circulaires. La tour de gauche comporte une tombe, celle de l'orateur romain de l'époque de l'empereur Tibère Quintus Haterius, qui est surnommé par Tacite de manière peu amicale comme senex foedissimae adulationis.
Le marbre de la tombe de Quintus Haterius est utilisé pour couvrir la porte lors de la restauration entreprise par Flavius Honorius en 403, qui fait également bloquer les deux poternes voisines en direction du Castra Praetoria et restaurer la porta Salaria. Contrairement à la via Salaria voisine, la via Nomentana qui mène à Nomentum est d'une importance mineure, ce qui explique que la campagne de restauration reste modeste.
À l'époque médiévale, la porte est connue sous le nom de Porte de Sainte-Agnès car elle conduit à la basilique de Sant'Agnese. Elle est également appelée Porta de Domina ou Domnae.
Elle est transformée en une porte à deux arcs par le pape Pie IV en 1564, année où elle est remplacée par la Porta Pia à moins de 75 m à l'est comme voie d'accès à la via Nomentana. L'arc en brique de cette phase, surmonté des armes papales, et la tour droite reste d'origine.
La destruction de la tour latérale gauche datant du IIIe siècle est effectuée en 1827.

## Description

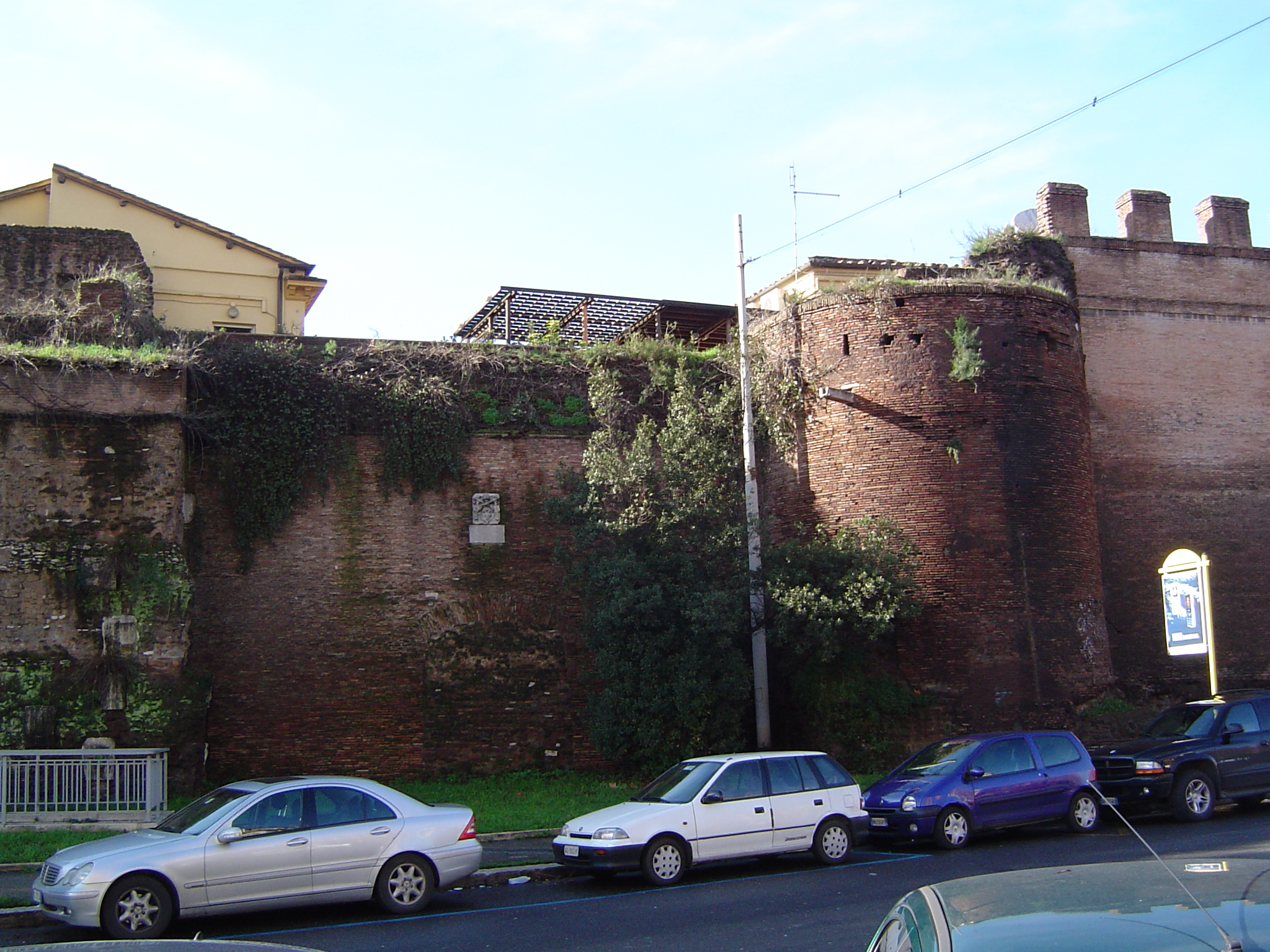
Vue d'ensemble de la Porta Nomentana.

La Porta Nomentana mesure 2,9 m de largeur pour une hauteur de 5,5 m. Elle perce le mur d'Aurélien sur la via Nomentana qui part de la porte Colline pour aller jusqu'à Nomentum. Des éléments en brique et la tour de droite semi-circulaire sont encore visibles.
Aujourd'hui, une grande partie de la porte ressemble à son aspect antique en raison des faibles campagnes de restauration et d'aménagement dont elle a bénéficié depuis sa construction.

## Annexe